# Tanjong Pagar United Football Club
Il Tanjong Pagar United Football Club è una società calcistica singaporiana che partecipa alla Premier League, la massima divisione del campionato nazionale.
Nel 1998 ha vinto la Singapore Fa-Cup.

## Palmarès

### Competizioni nazionali
- Singapore FA Cup: 1

1998

### Altri piazzamenti
- Singapore Premier League:

Secondo posto: 1997, 1998, 2000
- Coppa di Lega di Singapore:

Finalista: 2014